# Cornelius van Mander
Cornelius van Mander (* 3. Oktober 1611 in Delft; † wohl November 1657 in Schleswig) war ein Bildhauer und Steinmetz des Manierismus aus der Künstlerfamilie van Mander, die sowohl in den nördlichen Niederlanden wie auch im Herzogtum Schleswig und in Dänemark wirkte.

## Leben
Cornelius van Mander war der Sohn des Malers und Bildwirkers Karel van Mander II und Enkel des Kunsttheoretikers und Malers Karel van Mander (1548–1606). Der Hofmaler Karel van Mander III war sein älterer Bruder. Cornelius van Mander ist 1626 in Kopenhagen nachgewiesen und 1639 als Mieter eines Anwesens in Schleswig. Von 1645 bis 1647 lebte er wieder in den Niederlanden, und zwar in der Predikherenstraat in Utrecht. Ab 1648 arbeitete er an einem Stadttor von Tönning und war ab 1650 dann mit Aufträgen als Hofbildhauer für Herzog Friedrich III. an Schloss Gottorf und in Schleswig beschäftigt. 1655 erhielt er vom König die Genehmigung, Teile des Nachlasses seiner Mutter von Kopenhagen nach Schleswig zu holen.
Zu seinen Werken gehört der Herkulesbrunnen im Herkulesteich des Gottorfer Neuwerkgartens in Schleswig. Im Blauen Saal von Schloss Gottorf wird ihm der Kamin mit den Hermenpilastern und Ohrmuschelwerkkonsolen an der Südseite des Raums zugeschrieben. In der Dreifaltigkeitskirche des Schleswiger Stadtteils Friedrichsberg steht ein bemerkenswertes Taufbecken aus Sandstein mit achteckiger Kuppa mit Ohrmuschelkartuschen auf einem Schaft mit zwei Putten als Tragfiguren, das mit der Inschrift Cornelius u. Cornelie von Mander 1651 signiert und datiert ist. Sein Sohn Johan van Mander (1641–1689) wurde ebenfalls Steinmetz und Bildhauer in Schleswig.

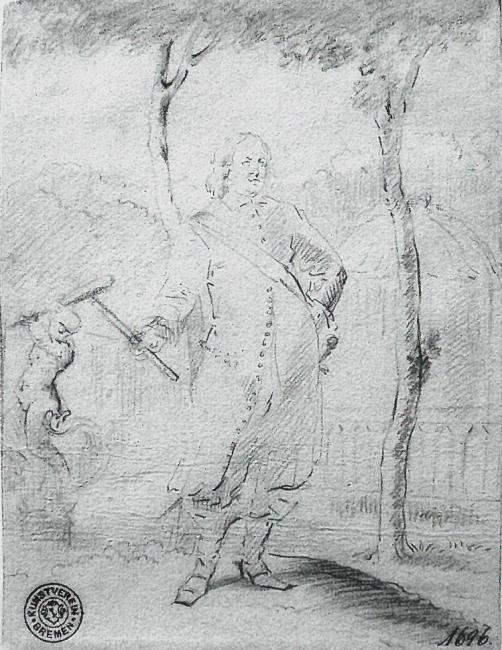
Jürgen Ovens: Herzog Friedrich III. vor dem Herkulesbrunnen
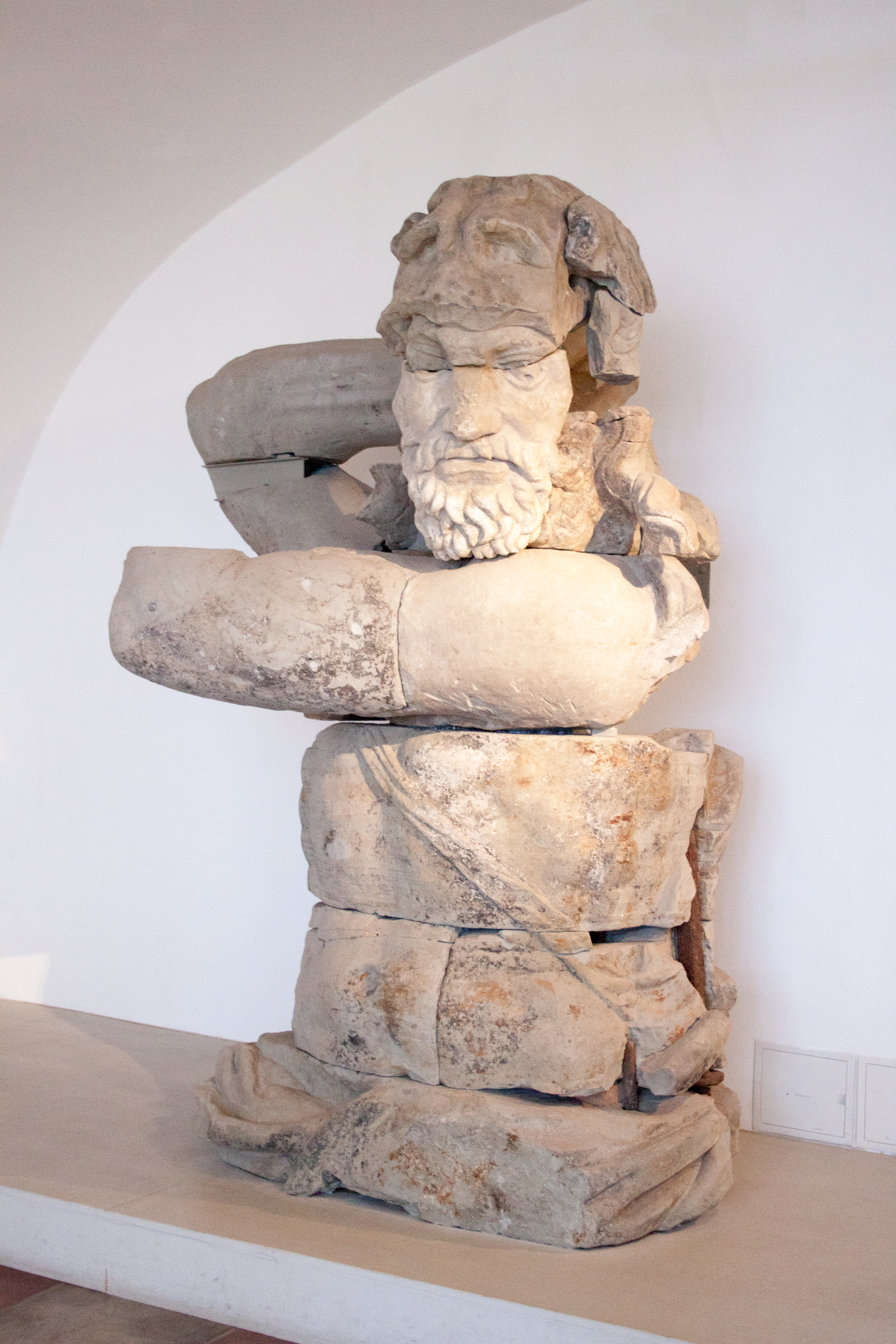
Herkules im Kampf mit Hydra – Fragment des Originals
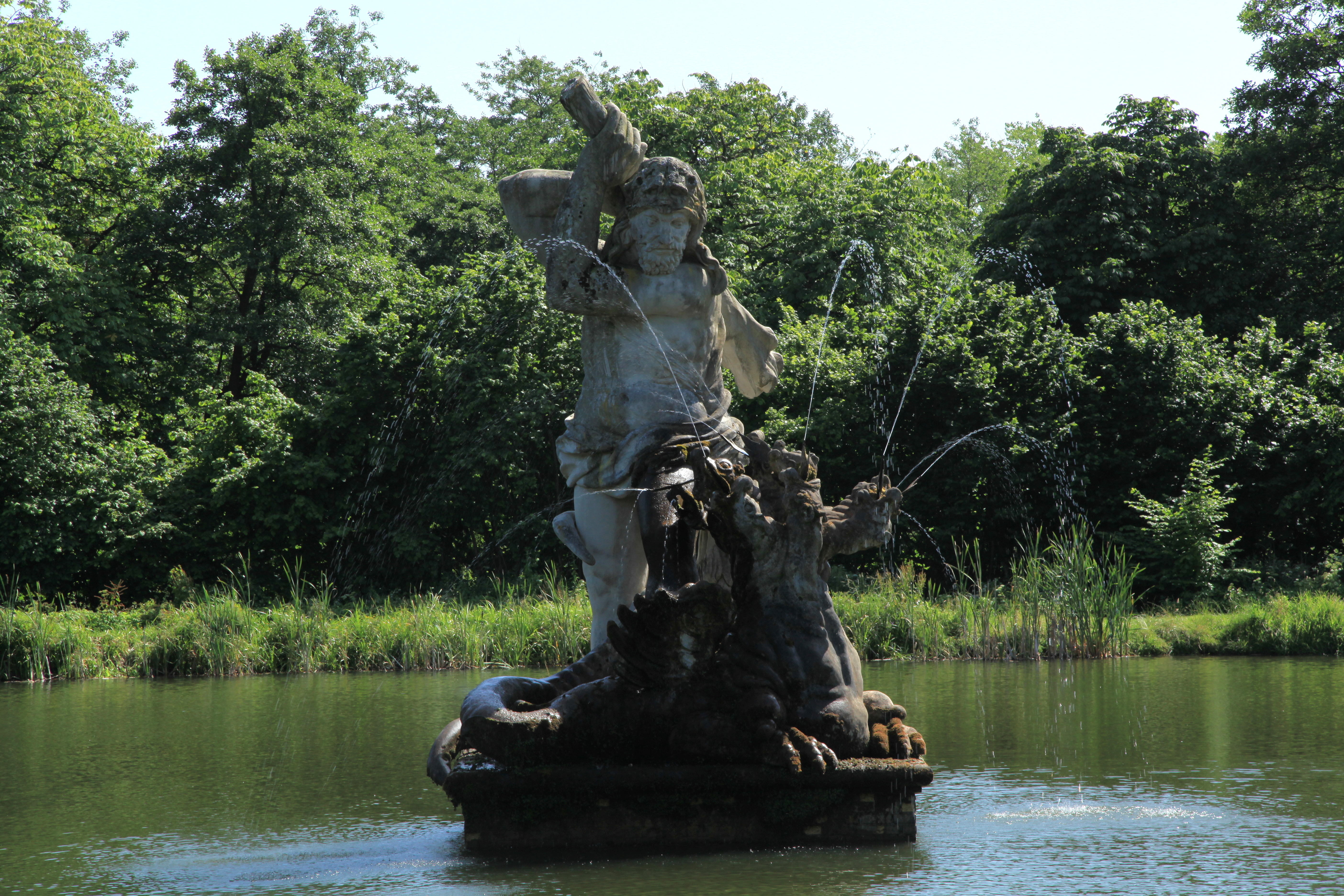
Herkulesbrunnen (Replik von 1996)
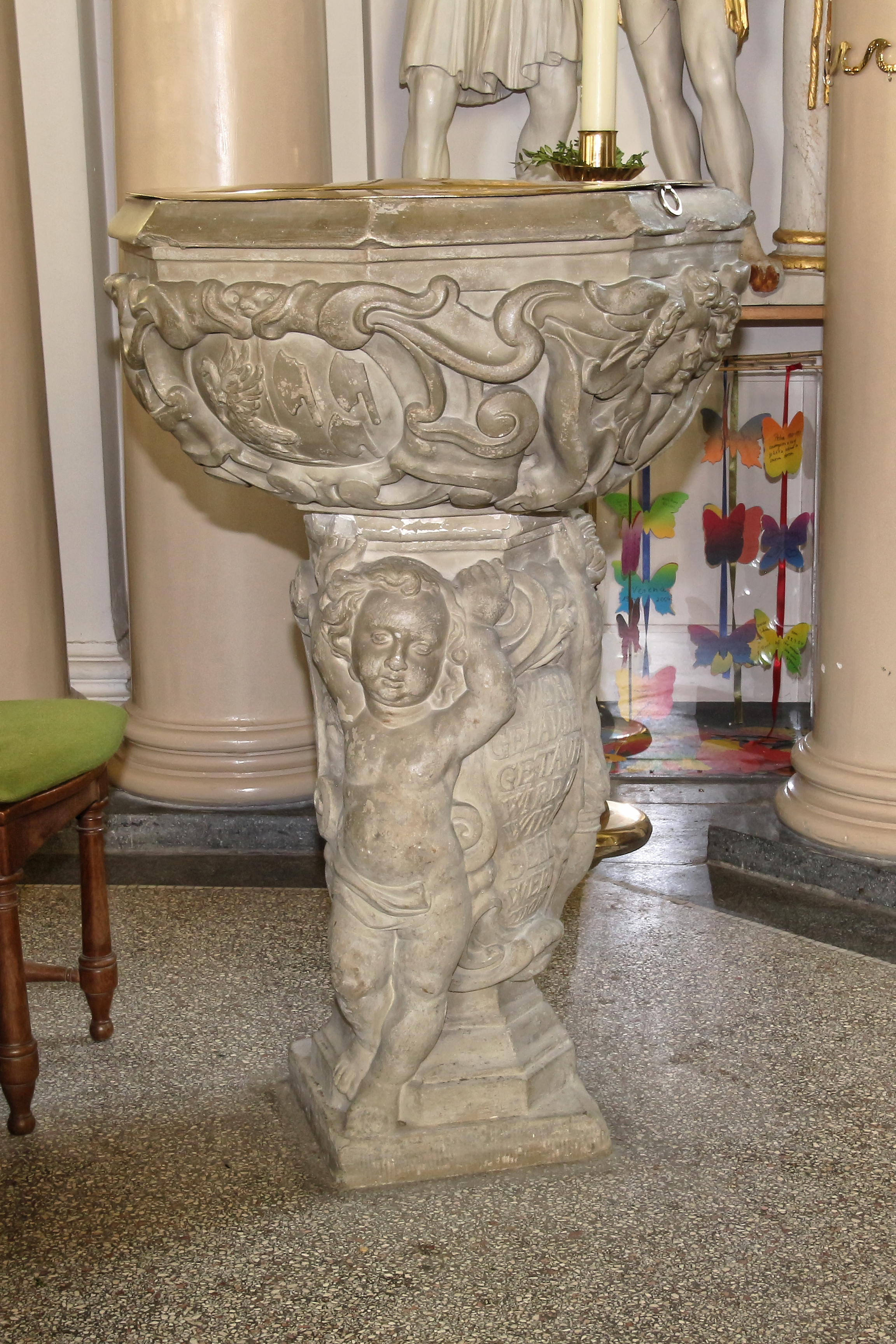
Taufbecken der Dreifaltigkeitskirche